# Tephrosia capitata
Espèce
Tephrosia capitata Verdc. est une espèce de plantes à fleurs de la  famille des Fabaceae et du genre Tephrosia. Décrite par Bernard Verdcourt, c'est un arbuste endémique du Cameroun.

## Description
C’est un arbuste d’environ 2 m de haut, appartenant au groupe des dicotylédones. Il a été observé en montagne, à 1 500 m d’altitude environ. 

## Distribution
L'espèce n'est connue qu'à travers les observations faites en 1965 par Jean et A. Raynal sur l'aiguille de Saptou dans les monts Atlantika, au nord du Cameroun.